# Rode duifmot
De rode duifmot (Pseudoswammerdamia combinella) is een vlinder uit de familie van de stippelmotten (Yponomeutidae). De spanwijdte van de vlinder bedraagt 13 tot 16 millimeter. Het vlindertje komt verspreid over Europa en Klein-Azië voor. De soort overwintert als pop.

## Waardplanten
De waardplant van de rode duifmot is de sleedoorn. De rupsen mineren eerst het blad en leven daarna in een spinsel op het blad.

## Voorkomen in Nederland en België
De rode duifmot is in Nederland en in België een zeldzame soort, die verspreid over het hele gebied kan worden gezien. De soort kent vliegt in april en mei.